# 前进论坛
《前进论坛》是一份位于中国北京的中文杂志，于1961年4月15日创刊，由中国农工民主党中央宣传部主办、中国农工民主党中央委员会主管。该杂志是中国农工党中央机关刊物。
文化大革命时期，该杂志被迫停刊，1979年8月复刊，1995年更名为《前进论坛》。